# Valter Roman
Valter Roman, né Ernő (Ernest en hongrois) Neuländer le 7 octobre 1913 à Oradea (alors en Autriche-Hongrie) et mort le 11 novembre 1983 à Bucarest, est un homme politique et un important responsable du Parti communiste roumain.

## Biographie
Ernő, né dans une famille de la petite bourgeoisie juive de Hongrie est le fils d'un employé de banque. Il fait des études d'ingénieur en génie électrique à l'Université des technologies de Brno. La famille devient roumaine lors du rattachement de la Transylvanie à la Roumanie au traité de Trianon (1920).
Pendant la guerre d'Espagne (1936-1939), il commande avec Gaston Carré le bataillon d'artillerie franco-belge « Pauker » de la 35e division des Brigades internationales : c'est à cette époque qu'il prend le nom de Valter (ou Walter) Roman. Il fait la connaissance d'Hortensia Vallejo, une communiste espagnole, qu'il épouse. C'est une cousine de Dolores Ibárruri. Après la défaite des républicains, il passe en France, et de là en Union soviétique.
À Moscou, il prend la tête de la radio România Liberă, radio de langue roumaine du Komintern. En juillet 1945, il rentre en Roumanie comme l'un des commissaires politiques de la division roumaine Alliée Horia, Cloşca şi Crişan (en). Il devient général dans l'armée roumaine et occupe la fonction de chef d'état-major de 1947 à 1951.
De 1951 à 1953, il est ministre des Postes et télécommunications. Il est ensuite mis à l'écart comme « titiste », puis réhabilité après la mort de Staline. Il devient directeur de la Editura politica, l'une des maisons d'édition du parti communiste roumain ; il est membre du comité central du parti jusqu'à sa mort.
Il est le père de Petre Roman, premier ministre de Roumanie de décembre 1989 à octobre 1991.